# Prinobius samai
Prinobius samai là một loài bọ cánh cứng trong họ Cerambycidae.